# Pfarrkirche Gallizien

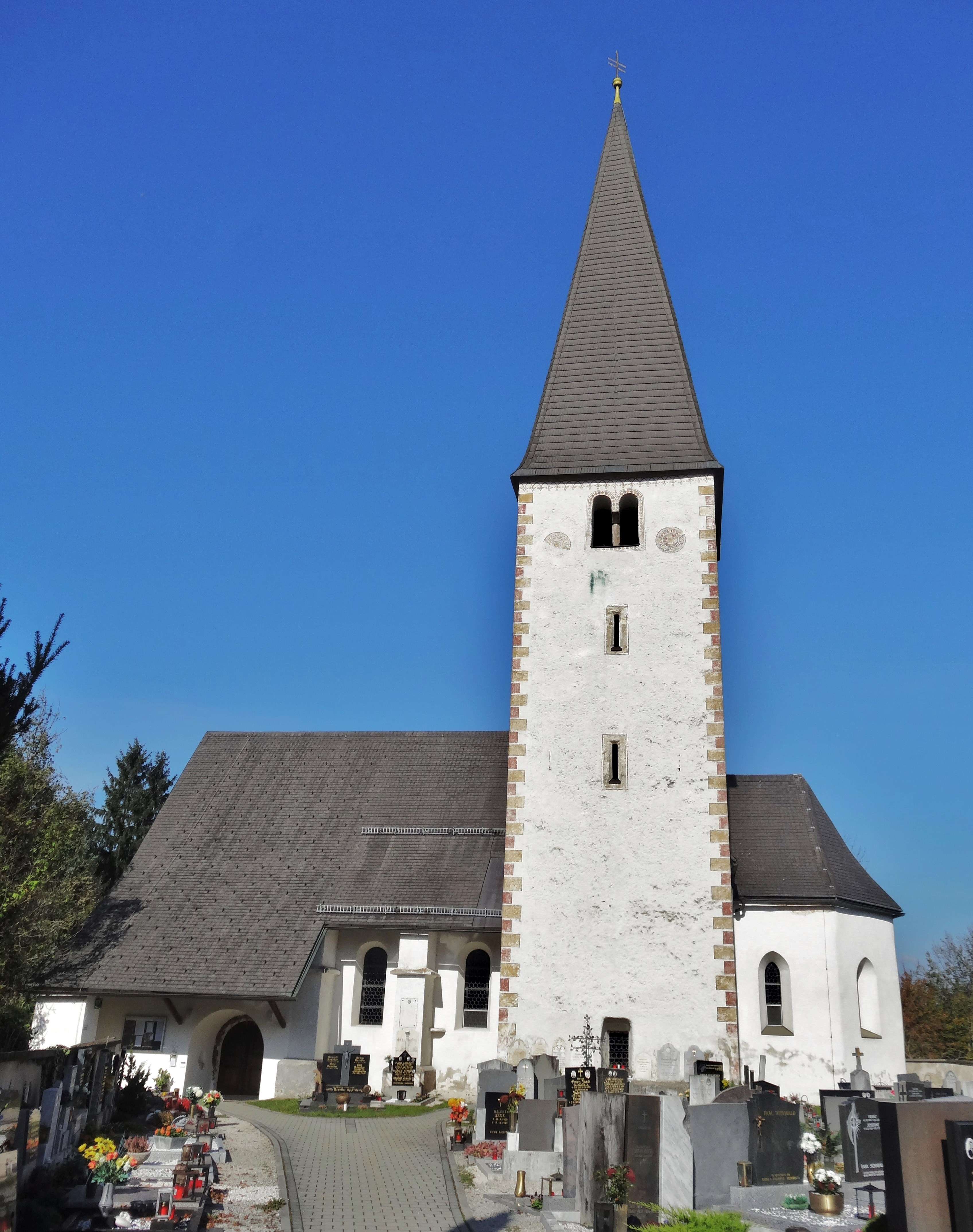
Die Pfarrkirche in Gallizien

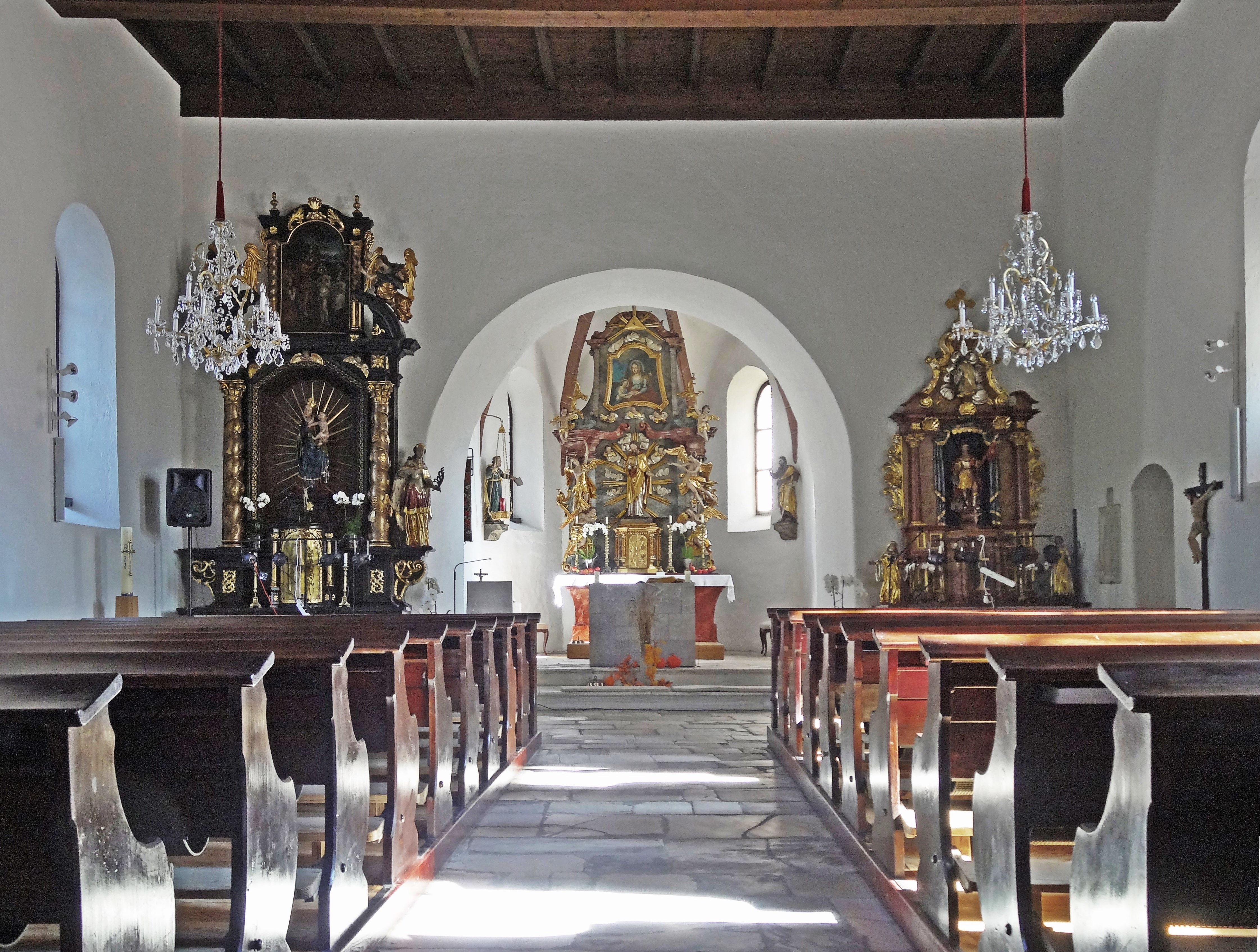
Die Innenansicht der Kirche

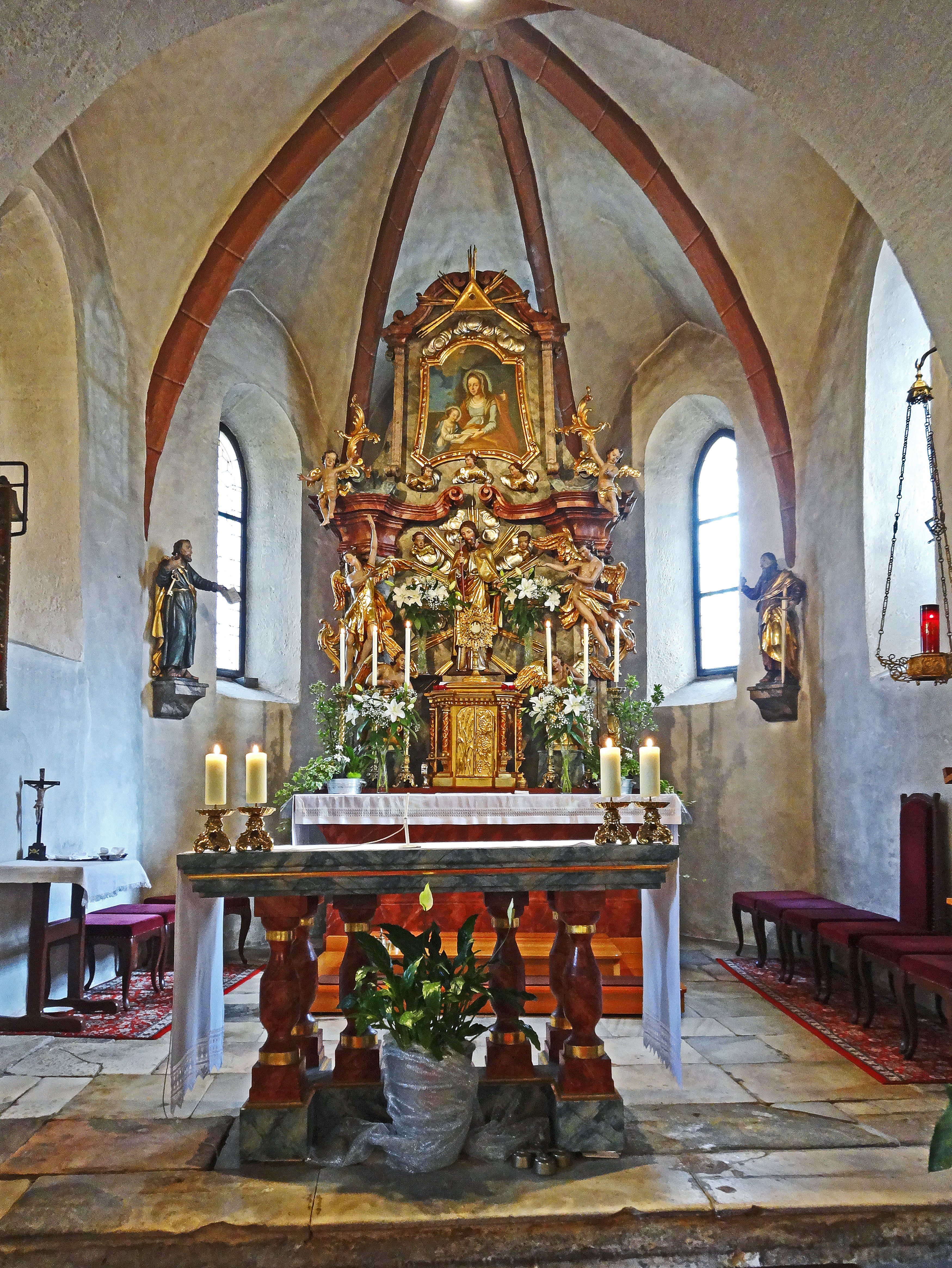
Der Hochaltar im Chor

Die römisch-katholische Pfarrkirche Gallizien in der gleichnamigen Gemeinde ist Jakobus dem Älteren geweiht. Eine Kirche in Gallizien/Galicija wurde zwischen 1086 und 1121 erstmals erwähnt. In den Türkenkriegen wurde die Kirche schwer beschädigt.

## Baubeschreibung
Die Kirche ist ein mittelgroßer Bau mit einem gotischen Chor. Der romanische Turm an der Langhaussüdseite wird von einem Pyramidenhelm bekrönt. Das Langhaus  wurde 1945/1946  zu einem weiträumigen Saal umgebaut. Über dem Chor mit Fünfachtelschluss erhebt sich ein Kreuzrippengewölbe aus dem 14. Jahrhundert. An der Nordseite des Chores ist die Sakristei angebaut.
Im Osten des Friedhofs befindet sich eine halbrunde Kapellennische, in der ein Kruzifix mit expressiven Wandmalereien der Heiligen Georg und Michael. Nordwestlich der Kirche steht die alte Totenkammer.

## Einrichtung
Der Hochaltar entstand im dritten Viertel des 18. Jahrhunderts. Die zentrale Statue zeigt den hl. Jakobus, die beiden flankierenden Engel erinnern in Dynamik und Gestik an Engel von Ignatz Günther. Im Aufsatzbild ist die hl. Anna mit Maria als Kind zu sehen.  Der linke Seitenaltar aus dem dritten Viertel des 17. Jahrhunderts stand ursprünglich in der Pfarrkirche Zweinitz und besteht aus einer Ädikula mit seitlichen Konsolfiguren auf einem kleinen Sockel und einem gesprengten Segmentgiebel mit kleiner Ädikula als Aufsatz. Die gedrehten Säulen sind mit Weinlaub geschmückt. Auf dem Altar steht eine Schöne Madonna von 1425/1430 sowie die Figuren der Heiligen Katharina und Josef. Das Aufsatzbild zeigt die Taufe Jesu. Der rechte Seitenaltar entstand um 1720/1730. Im Schrein steht eine Figur des hl. Florian. Die Figuren der vier Evangelisten aus dem 18. Jahrhundert auf der Emporenbrüstung stammen von der ehemaligen Kanzel. An der Nordwand hängt ein qualitätsvolles Kruzifix aus dem 17. Jahrhundert.

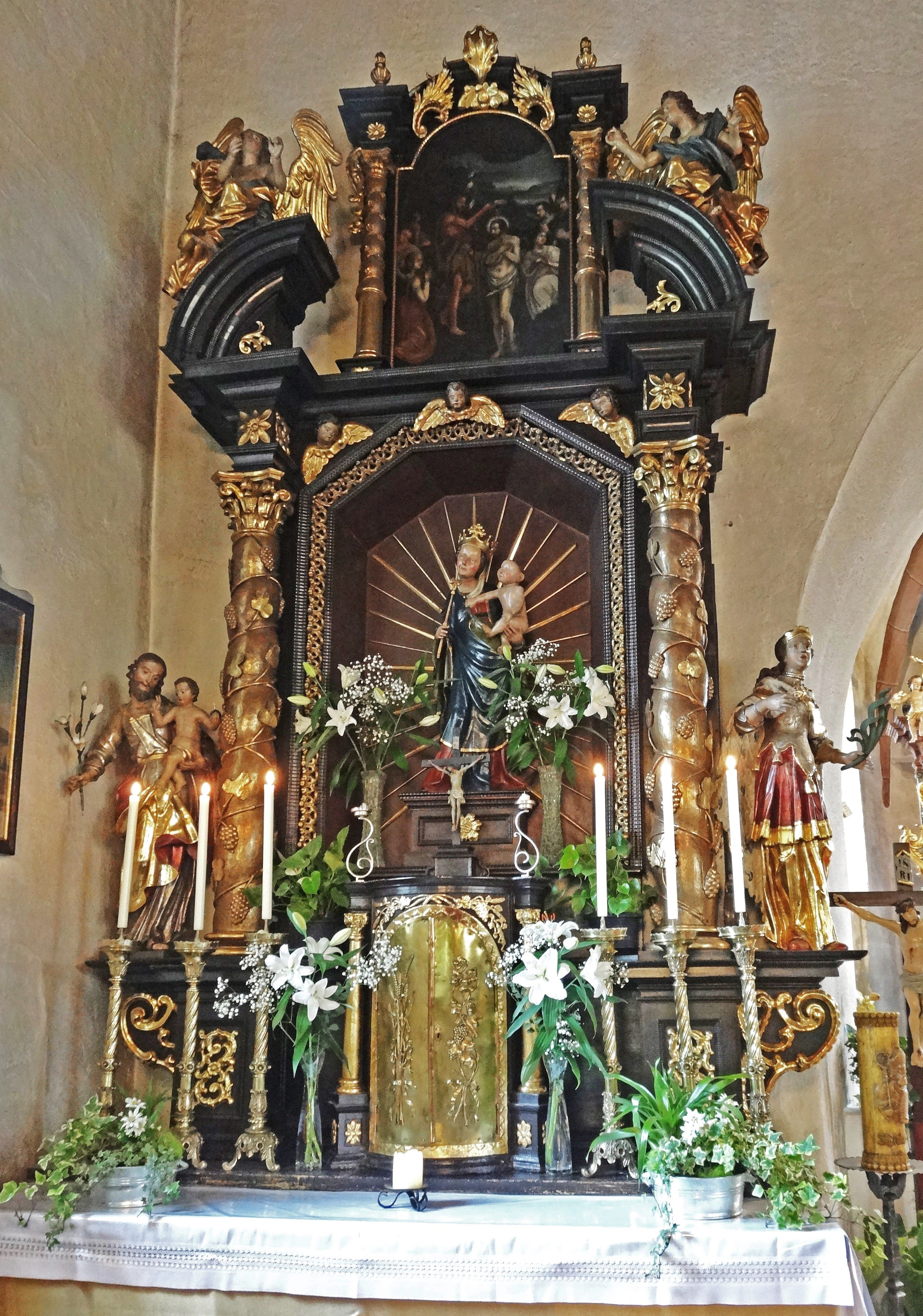
Der linke Seitenaltar
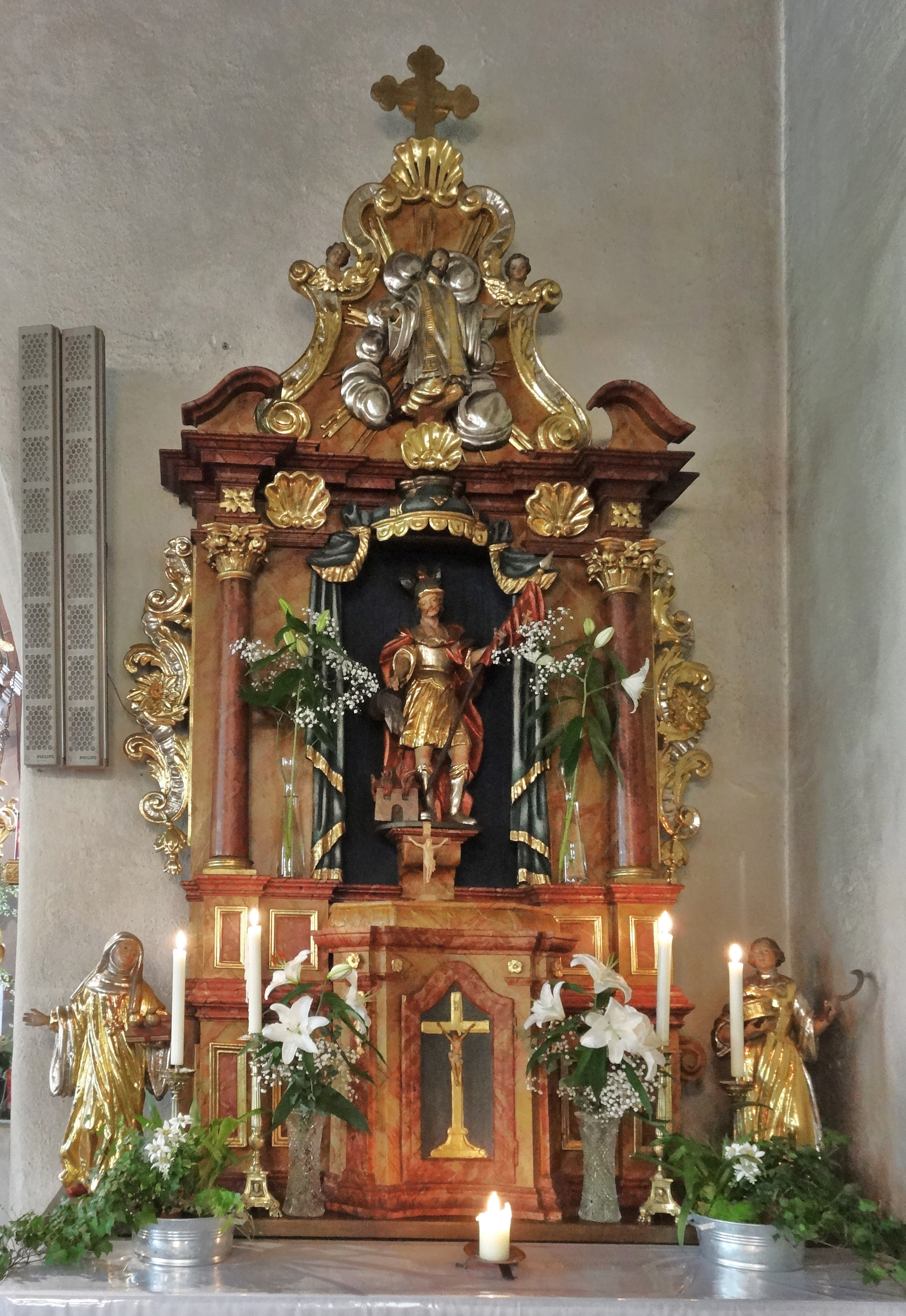
Der rechte Seitenaltar
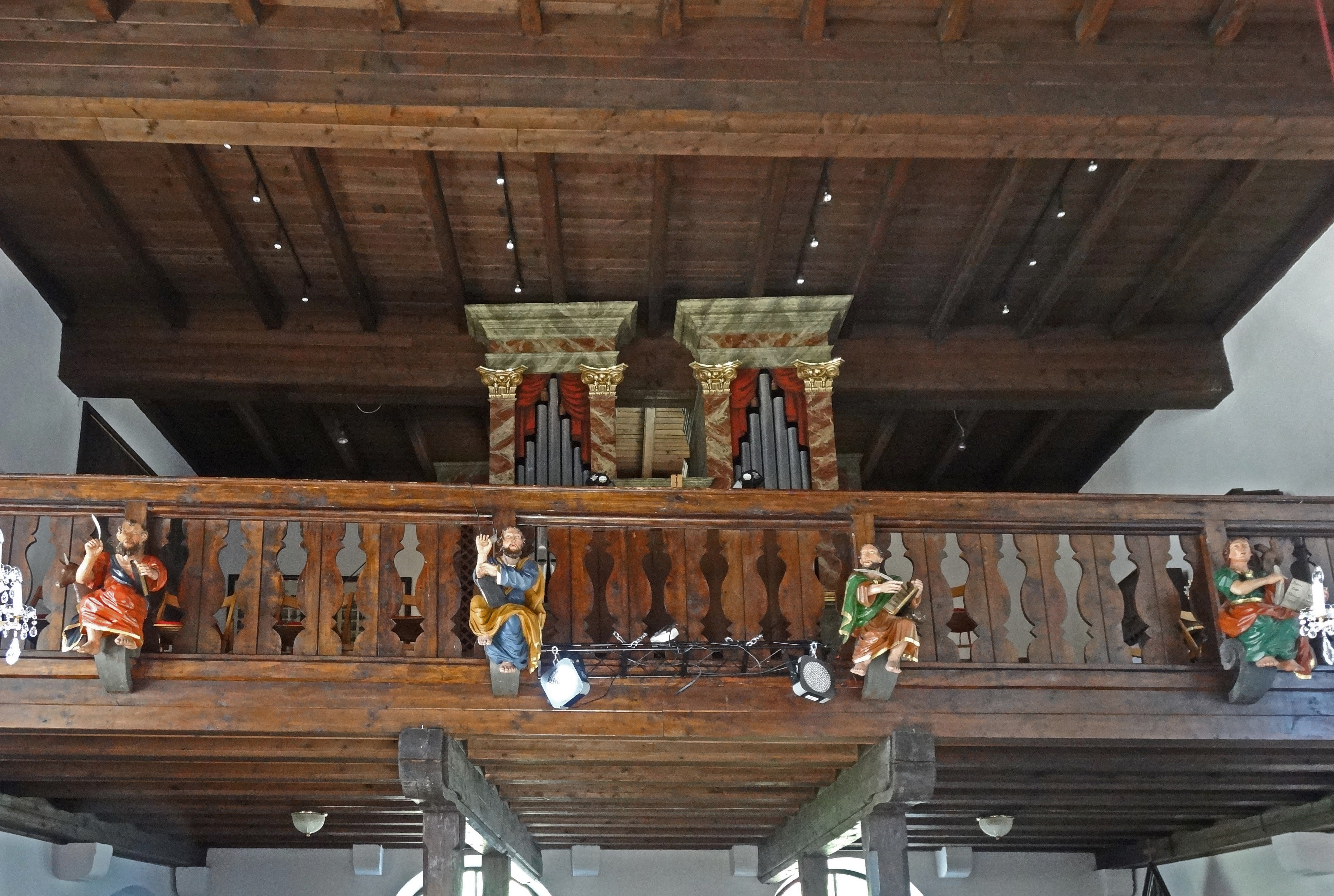
Die Orgelempore